# Noventiq
Noventiq Holdings plc (früher bekannt als Softline Holding plc bzw. Softline International) ist ein IT-Unternehmen, das sich auf digitale Transformation und Cybersicherheit konzentriert. Das Unternehmen mit Hauptsitz in London und Sitz in Zypern ist in rund 60 Ländern in West- und Osteuropa, Zentral- und Südostasien, Lateinamerika, Indien und dem Nahen Osten tätig.

## Geschichte
Das Unternehmen wurde 1993 von Igor Borowikow in Moskau unter dem Namen Softline als Anbieter von Wissenschafts-Software gegründet.
Ab 2002 expandierte das Unternehmen und eröffnete in den folgenden Jahren Niederlassungen in einer Reihe von Städten in Russland und der GUS. Zu diesem Zeitpunkt umfassten die Dienstleistungen IT-Outsourcing und Audit sowie SAP- und Microsoft-Dynamics-Beratung. Seit 2008 expandierte Softline in über 30 Länder außerhalb der GUS. Im Jahr 2009 gründete das Unternehmen eine Abteilung für Risikoinvestitionen. Im Jahr 2014 eröffnete es eine Tochtergesellschaft in Indien.
Im Jahr 2016 erhielt das Unternehmen Investitionen vom Fonds Da Vinci Capital. Mit Hilfe des 2016 gegründeten M&A-Teams, das in Moskau und London ansässig ist, hat das Unternehmen eine Reihe von Fusionen und Übernahmen durchgeführt.
Im Jahr 2020 verlagerte Softline seinen Hauptsitz nach London. Im selben Jahr überstieg der Jahresumsatz 1,8 Milliarden US-Dollar. Im Oktober 2021 führte Softline einen Börsengang an der LSE durch.
Nach der russischen Invasion in der Ukraine im Jahr 2022 stellte Softline im Oktober den Betrieb in Russland ein und verkaufte seine russischen Vermögenswerte an den Firmengründer Igor Borovikov. Am selben Tag gab das Unternehmen eine Umbenennung in Noventiq bekannt. Im April 2023 verkaufte Borovikov Softline Russland an einen lokalen Investor.

## Fusionen und Übernahmen
Im Jahr 2020 erwarb das Unternehmen das indische IT-Unternehmen Embee, das Softwareentwicklungsunternehmen Aplana, und fusionierte mit dem deutschen Beratungsunternehmen Softline AG, das in Österreich, Belgien, den Niederlanden und Großbritannien tätig war. Im Jahr 2022 erwarb es die Softline Academy IT, die Mehrheitsbeteiligung an Softclub, Belitsoft, MMTR Technology, Umbrella Infocare, Seven Seas Technology, Makronet, Value Point Systems, Saga Group, und G7CR.
Im Mai 2023 unterzeichnete Noventiq eine Vereinbarung über einen Unternehmenszusammenschluss mit der Corner Growth Acquisition Corp, um eine Notierung an der NASDAQ zu erreichen.